# 約安諾姆船蛸
約安諾姆船蛸（學名：Argonauta joanneus）為一種歸類到船蛸屬的滅絕種章魚。本種於1915年發表描述，基於自澳洲出土的化石材料上。